# Tropische spotlijster
De tropische spotlijster (Mimus gilvus) is een spotlijster uit Zuid-Amerika, waar deze veel voorkomt in Suriname, Venezuela en op de Benedenwindse Eilanden.

## Kenmerken
De spotlijster is 23 cm lang en een van boven grijze vogel, van onderen vuilwit met een witte streep boven zijn ogen met een lange zwarte staart met een wit uiteinde.
Ze worden ook wel grijze, Zuid-Amerikaanse of Caribische Spotlijster genoemd.
De soort telt 10 ondersoorten:
- M. g. gracilis: van zuidelijk Mexico tot Honduras en El Salvador.
- M. g. leucophaeus: Yucatán en Cozumel.
- M. g. antillarum: de Kleine Antillen bezuiden Antigua.
- M. g. tobagensis: Trinidad en Tobago.
- M. g. rostratus: de eilanden nabij noordelijk Venezuela.
- M. g. melanopterus: noordelijk Colombia, Venezuela, Guyana en noordelijk Brazilië.
- M. g. gilvus: Suriname en Frans-Guyana.
- M. g. tolimensis: van oostelijk El Salvador tot centraal Panama, westelijk en centraal Colombia tot noordelijk Ecuador.
- M. g. antelius: noordoostelijk en oostelijk Brazilië.
- M. g. magnirostris: San Andrés-eiland (nabij oostelijk Nicaragua).